# زيبيلو
زيبيلو (بالإيطالية: Zibello)‏ هي بلدية في مقاطعة بارما في إقليم إميليا رومانيا الإيطالي.

## السكان
في سنة 1861 بلغ عدد السكان 3٬735 نسمة، وتطور العدد ليصل في سنة 2011 لـ 1٬841 نسمة.
يظهر هذا المخطط البياني تطور النمو السكاني لـ زيبيلو